# 圣路济亚堂 (里斯本)
圣路济亚堂（Igreja de Santa Luzia）是葡萄牙首都里斯本的一座罗马天主教教堂，巴洛克风格，拉丁十字平面。
里斯本圣路济亚堂始建于12世纪，由阿方索一世创建。目前的建筑为1755年里斯本大地震后重建。
里斯本圣路济亚堂靠近著名的圣卢西亚观景台，被列为葡萄牙国家古迹。